# Cổ Lận
Cổ Lận (chữ Hán giản thể: 古蔺县, Hán Việt: Cổ Lận huyện) là một huyện thuộc địa cấp thị Lô Châu, tỉnh Tứ Xuyên, Cộng hòa Nhân dân Trung Hoa. Thời xưa có tên gọi là Vĩnh Ninh. Huyện Cổ Lận có diện tích 3184 km2, dân số năm 2002 740.000.

## Phân chia hành chính
Huyện Cổ Lận được chia thành 3 nhai đạo, 17 trấn và và 3 hương dân tộc.
- Nhai đạo: Chương Đức, Kim Lan, Vĩnh Lạc.
- Trấn: Long Sơn, Thái Bình, Nhị Lang, Đại Thôn, Thạch Bảo, Đan Quế, Mao Khê, Quan Văn, Song Sa, Đức Diệu, Thạch Bình, Hoàng Hoa, Đông Tân, Tiêu Viên, Mã Đề, Hoàng Kinh, Bạch Nê.
- Hương dân tộc: hương dân tộc Miêu Mã Tê, hương dân tộc Miêu Tiễn Trúc, hương dân tộc Miêu Đại Trại.